# Joe Philbin
Joseph Philbin, detto Joe (Springfield, 2 luglio 1961), è un allenatore di football americano statunitense della National Football League.

## Carriera professionistica come allenatore
Nel 2003 iniziò la sua carriera NFL con i Green Bay Packers come assistente della offensive line. Nel 2004 divenne anche l'allenatore dei tight end. Nel 2006 passò al ruolo di allenatore della offensive line. L'anno successivo divenne il coordinatore dell'attacco, ruolo che mantenne fino alla fine della stagione 2011. Vinse un Super Bowl nella stagione 2010.
Il 21 gennaio 2012 divenne il 10° capo allenatore  nella storia dei Miami Dolphins. Concluse la sua prima stagione con un record negativo di 7 vittorie e 9 sconfitte, mentre nella seconda salì a 8-8. Philbin fu licenziato il 5 ottobre 2015 dopo avere iniziato la stagione 2015 con un record di 1-3. Decisiva fu la sconfitta contro i New York Jets il giorno precedente nella gara disputata a Londra.

## Record come capo-allenatore
| Squadra | Anno   | Stagione regolare | Stagione regolare | Stagione regolare | Stagione regolare | Stagione regolare | Playoff | Playoff | Playoff   |
| Squadra | Anno   | Vinte             | Perse             | Pareggiate        | Posizione         | Risultato         | Vinte   | Perse   | Risultato |
| ------- | ------ | ----------------- | ----------------- | ----------------- | ----------------- | ----------------- | ------- | ------- | --------- |
| MIA     | 2012   | 7                 | 9                 | 0                 | 2° AFC East       | no playoff        | -       | -       | -         |
| MIA     | 2013   | 8                 | 8                 | 0                 | 3° AFC East       | no playoff        | -       | -       | -         |
| Totale  | Totale | 15                | 17                | 0                 | -                 | -                 | -       | -       | -         |

## Palmarès
- Super Bowl : 1 Vincitore del Super Bowl XLV come coordinatore offensivo